# جزایر اوکی
جزایر اوکی (به ژاپنی: 隠岐諸島 Oki Islands)، مجمع الجزایری در دریای ژاپن است و از لحاظ حوزهٔ استحفاظی، بخشی از ناحیهٔ اوکی، استان شیمانه، ژاپن است. مساحت این جزایر در مجموع ۳۴۶٫۱ کیلومتر مربع (۱۳۳٫۶ مایل مربع) است. تنها چهار جزیره از مجموعه جزایر اوکی، به‌طور دائمی غیرقابل سکونت است. بیشتر جزایر، در حوالی پارک ملی دایسن-اوکی واقع شده‌اند. به سبب خصوصیات جغرافیایی خاص این جزایر، مجموعه جزایر اوکی در فهرست پارک جغرافیای جهان یونسکو به ثبت رسید.